# Cyril Barthe
Cyril Barthe (Sauveterre-de-Béarn, 14 februari 1996) is een Frans wielrenner die vanaf 2024 voor Groupama-FDJ  ploeg uitkomt.

## Carrière
In mei 2017 werd Barthe dertiende in het eindklassement van de Ronde van Gironde. Een maand later won hij de eerste en derde etappe in de Ronde van Portugal van de Toekomst. Vanaf augustus mocht hij stage lopen bij Euskadi Basque Country-Murias. Namens die ploeg nam hij deel aan de Ronde van Portugal, waarin een vijftiende plek in de tweede etappe zijn beste dagklassering was. In 2018 werd Barthe prof bij Euskadi. Hij won dat jaar de eerste rit in lijn in de Trofeo Joaquim Agostinho en het jongerenklassement in de GP Nacional 2 de Portugal, alvorens nationaal kampioen op de weg bij de beloften te worden. In 2019 werd hij onder meer negende in de Clássica da Arrábida en tiende in de Circuito de Getxo en nam hij deel aan de Ronde van Spanje.

## Overwinningen
2017
1e en 3e etappe Ronde van Portugal van de Toekomst
2018
2e etappe Trofeo Joaquim Agostinho
Jongerenklassement Grande Prémio de Portugal N2
 Frans kampioen op de weg, Beloften
2023
3e etappe Ronde van Alentejo
2025
Puntenklassement Route d'Occitanie

### Resultaten in voornaamste wedstrijden
| Jaar | Ronde van Italië | Ronde van Frankrijk | Ronde van Spanje |
| ---- | ---------------- | ------------------- | ---------------- |
| 2018 |                  |                     |                  |
| 2019 |                  |                     | 86e              |
| 2020 |                  | 96e                 |                  |
| 2021 |                  | 88e                 |                  |
| 2022 |                  | 80e                 |                  |
| 2023 |                  |                     | 108e             |
| 2024 | 72e              |                     |                  |
| 2025 |                  | opgave              |                  |

| Jaar | Gent-Wevelgem | Ronde van Vlaanderen | Parijs-Roubaix | Amstel Gold Race | Waalse Pijl | Clásica San Sebastián |
| ---- | ------------- | -------------------- | -------------- | ---------------- | ----------- | --------------------- |
| 2018 |               |                      |                |                  |             | 67e                   |
| 2019 |               |                      |                |                  | opgave      | 72e                   |
| 2020 |               | 66e                  |                |                  |             |                       |
| 2021 |               | 48e                  |                |                  |             |                       |
| 2022 |               |                      |                |                  |             |                       |
| 2023 |               |                      |                |                  |             |                       |
| 2024 |               |                      |                |                  |             |                       |
| 2025 | 60e           |                      | 98e            | opgave           |             |                       |

### Resultaten in kleinere rondes
| Jaar | Ster van Bessèges | Parijs-Nice | Tirreno-Adriatico | Ronde van Catalonië | Ronde van Romandië |
| ---- | ----------------- | ----------- | ----------------- | ------------------- | ------------------ |
| 2018 | 26e               |             |                   | 111e                |                    |
| 2019 |                   |             |                   |                     |                    |
| 2020 | 20e               | 57e         |                   |                     |                    |
| 2021 | 12e               | 62e         |                   |                     |                    |
| 2022 |                   |             |                   |                     |                    |
| 2023 |                   |             |                   |                     |                    |
| 2024 | 53e               |             | 64e               | 123e                | opgave             |

## Ploegen
- 2017 –  Euskadi Basque Country-Murias (stagiair vanaf 1 augustus)
- 2018 –  Euskadi Basque Country-Murias
- 2019 –  Euskadi Basque Country-Murias
- 2020 –  B&B Hotels-Vital Concept p/b KTM
- 2021 –  B&B Hotels p/b KTM
- 2022 –  B&B Hotels-KTM
- 2023 –  Burgos-BH
- 2024 –  Groupama-FDJ
- 2025 –  Groupama-FDJ

Bagües · Barrenetxea · Bizkarra · Bravo · Estévez · Ad. González · Ai. González · Irizar · Iturria · Lizarralde · Olaberria · Rodríguez · Txoperena · Udondo · Barthe (stagiair) · Juaristi (stagiair)
Aberasturi · Aristi · Bagües · Barceló · Barrenetxea · Barthe · Bizkarra · Bravo · González · Irizar · Iturria · Loubet · Prades · Ó. Rodríguez · S. Rodríguez · Sáez · Samitier · Sanz · Txoperena · Udondo
Aristi · Bagües · Barceló · Barrenetxea · Barthe · Berrade · Bizkarra · Bravo · González · Intxausti · Irizar · Iturria · López-Cózar · Ó. Rodríguez · S. Rodríguez · Sáez · Samitier · Sanz · Udondo · Viejo
Barbier · Barthe · Boileau · Bonnamour · Chevalier · Debusschere · Ferasse · Gautier · Gougeard · Heidemann · Hivert · Jauregui · Koretzky · Lagrée · Laurance · Lecroq · Lemoine · Lietaer · Morice · Mozzato · Parisella · Rolland · Schönberger · Warlop · Dauphin (stagiair) · Mahoudo (stagiair) · Rouland (stagiair)
Alleno · Álvarez · Angulo · Aparicio · Ardila (tot 23/8) · Barthe · Bol · Díaz · Ezquerra · Fagundez · M. Fernández · Franco · Fuentes · Langellotti · Madrazo · Mora (vanaf 9/5) · Navarro · Okamika · Orts · Pelegrí · Peñalver · Sánchez · Delgado (stagiair) · S. Fernandez (stagiair)